# سایلو
سایلو (به انگلیسی: Sailu) یک منطقهٔ مسکونی در هند است که در ایالت مهاراشترا واقع شده‌است. سایلو ۴۶٬۹۱۵ نفر جمعیت دارد و ۴۱۵ متر بالاتر از سطح دریا واقع شده‌است.